# Симановский, Николай Васильевич
Николай Васильевич Симановский (1814—1877) — генерал-лейтенант Русской императорской армии, член Главного военного суда.

## Биография
Родился в 1814 году в Черниговской губернии.
На службу поступил в 1831 году из Школы гвардейских подпрапорщиков и кавалерийских юнкеров в лейб-гвардии Уланский полк унтер-офицером. В 1837 году, уже в чине поручика того же полка, находился в отряде генерал-лейтенанта Вельяминова, под начальством которого Отдельный Кавказский корпус действовал против горцев: участвовал в занятии линии на восточном берегу Чёрного моря от крепости Геленджика до реки Вулан и в перестрелках с неприятелем во время движения транспортов с запасами от Ольгинского тет-де-пона в Абинское ущелье и при следовании всего отряда от вышеупомянутого тет-де-пона к устью реки Пшад, для возведения там укрепления; неоднократно принимал участие в фуражировках по окрестным местам возводимого Новотроицкого укрепления, был при движении Закубанского отряда из Новотроицкого укрепления к р. Вулан, а затем — при возвращении всего отряда к крепости Геленджик и при следовании к р. Кубани, с целью переправы через границу в Россию — за отличие был награждён орденом Св. Анны 3-й степени с бантом. 
Продолжив службу в лейб-гвардии Уланском полку, с 1840 по 1848 год Симановский исполнял должность адъютанта штаба 1-й легкой кавалерийской дивизии; получил чин штабс-ротмистра, а затем — ротмистра и был награждён в 1847 году орденом Св. Анны 2-й степени с мечами. 
С мая по ноябрь 1849 года участвовал в Венгерском походе. В декабре того же года был произведён в полковники и назначен командиром 1-го дивизиона, получил к ордену Св. Анны 2-й степени императорскую корону. 
В августе 1856 года был произведён в генерал-майоры и назначен членом-редактором Высочайше утвержденной комиссии для улучшения по военной части, после упразднения которой был причислен к Главному комитету по устройству и образованию войск, где работал по изданию кавалерийского устава. Будучи членом комитета, в 1864 году был отправлен в командировку для производства инспекторского смотра казачьим войскам Херсонской губернии, а в 1865 году — для осмотра 2, 3, 5 и 6 резервных кавалерийских бригад; по возвращении в Петербург был назначен членом-редактором этого Комитета. 
В декабре 1868 года был произведён в генерал-лейтенанты, а в 1869 году назначен председателем Петербургского военно-окружного суда, затем — членом Главного военно-тюремного комитета и в 1872 году — членом Главного военного суда.
Умер 12 (24) июля 1877 года. Похоронен на Никольском кладбище Александро-Невской лавры.

## Награды
- орден Св. Анны 3-й ст. с бантом (1838)
- орден Св. Анны 2-й ст. с мечами и императорской короной
- орден Св. Владимира 3-й ст. (1853)
- орден Св. Станислава 1-й ст (1861)
- орден Св. Анны 1-й ст. с мечами (1864; императорская корона — в 1871)
- орден Св. Владимира 2-й ст.